# 奥菲尼
奥菲尼（法語：Offignies，法語發音：[ɔfiɲi]）是法国上法蘭西大區索姆省的一个市镇，属于亚眠区。

## 地理
奥菲尼（49°47'55"N, 1°51'7"E）面积4.47 平方千米，位于法国上法蘭西大區索姆省，该省份为法国北部沿海省份，北起加来海峡省和北部省，西接滨海塞纳省和大西洋英吉利海峡，南至瓦兹省，东临埃纳省。
与奥菲尼接壤的市镇（或旧市镇、城区）包括：贝当博、奥尔努瓦堡、利涅尔沙特兰、莫维莱尔圣萨蒂南。

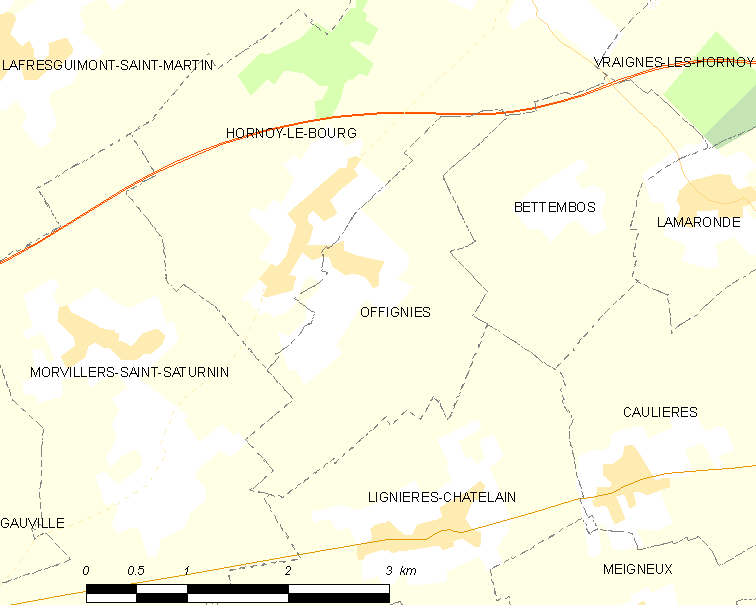
奥菲尼的OSM定位图

奥菲尼的时区为UTC+01:00、UTC+02:00（夏令时）。

## 行政
奥菲尼的邮政编码为80290，INSEE市镇编码为80604。

## 政治
奥菲尼所属的省级选区为皮卡第地区普瓦县。

## 人口

1962-2008年间奥菲尼人口变化图示

奥菲尼于2022年1月1日时的人口数量为86人。